# Park Narodowy Mweru Wantipa
Park Narodowy Mweru Wantipa – park narodowy położony w północnej Zambii. Obejmuje jezioro i mokradła Mweru Wantipa oraz przyległe tereny na zachód od jeziora. Park podzielony jest na dwie części biegnącą zachodnim brzegiem jeziora drogą D817, prowadzącą do Kaputy. Utworzony został w 1972 roku, jako piąty w Zambii.

## Geografia i klimat
Park ma powierzchnię 3134 km² i położony jest na wysokości 900–1425 m n.p.m. Roczna suma opadów wynosi 1051–1150 mm. W klimacie rejonu wyróżnić można trzy pory roku: chłodną porę suchą od maja do sierpnia, gorącą porę suchą od sierpnia do listopada i porę deszczową od listopada do kwietnia.

## Środowisko naturalne
Na terenie parku wyróżnić można trzy typy powierzchni i związanej z nią wegetacji:
Powierzchnia mokradeł i jeziora Mweru Wantipa charakteryzuje się dużymi wahaniami poziomu wody, zarówno sezonowymi jak i długookresowymi, przybierając formę od trawiastych łąk, przez mokradła po płytkie otwarte jezioro. Od czasu wybudowania tamy istnieje jednak część na stałe zalana.
Zarośla Itingi rosnące na niżej położonych (900–1000 m) terenach wokół jeziora. Stanowią część zambijskiego ekoregionu zarośli Itingi-Sumbu. Charakterystycznymi roślinami są tu Bussea massaiensis subsp. floribunda, Pseudoprosopis fischeri oraz Burttia prunoides. Z innych, drzewiatych roślin, wymienić można Baphia burttii, Baphia massaiensis, Combretum celastroides subsp. orientale, Grewia burttii, Tapiphyllum floribundum, Albizia petersiana, Craibia brevicaudata subsp. burtii. Przybierają najczęściej formę wysokich na 3–5 m krzewów.
Dalej na zachodzie parku wysokość stopniowo się zwiększa, sięgając do ok. 1400 m. Na terenach tych przeważa mozaika lasów miombo oraz dambos.